# Mukuuri
Mukuuri är en ort i distriktet Embu i provinsen Östprovinsen i Kenya. År 1999 hade staden ca 7 000 invånare.